# Hästbanan Budweis-Linz-Gmunden

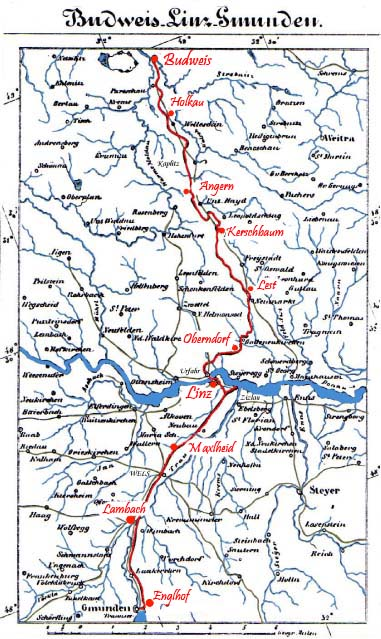
Linjesträckning och stationer

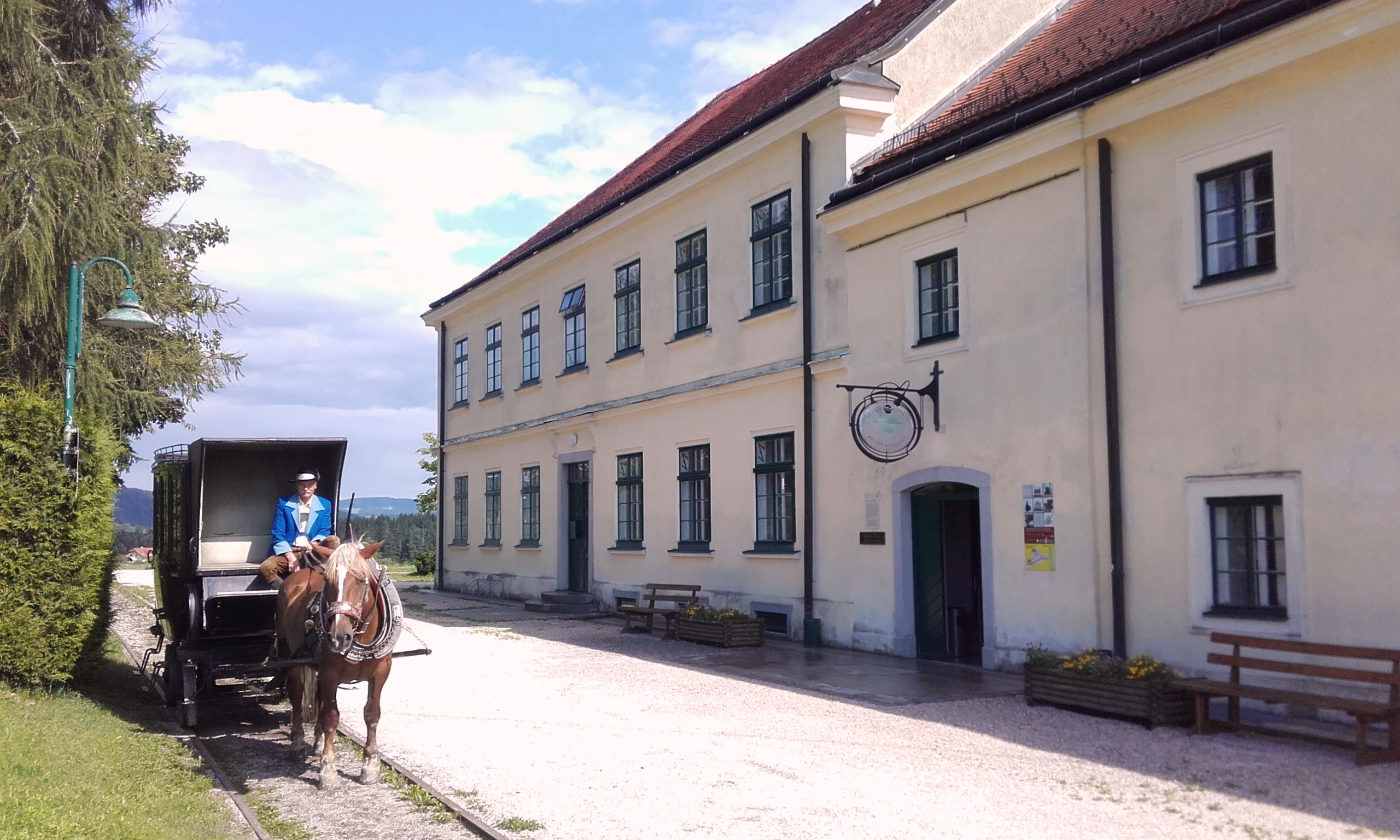
Museibanan i Kerschbaum, vid järnvägsrestaurangen

Hästbanan Budweis-Linz-Gmunden (tjeckiska: Koněspřežná dráha České Budějovice–Linec–Gmunden) var den andra öppnade järnvägslinjen på den europeiska kontinenten efter (efter Saint-Étienne–Andrézieux järnväg). Den färdigställdes i etapper mellan 1827 och 1836 och användes huvudsakligen för transport av salt från Salzkammergut till Böhmen. Den startade som hästbana och ställdes 1855–1856 om till ångloksdrift mellan Linz och Gmunden. På den bergiga sträckan mellan Linz und Budweis var en sådan omställning inte möjlig på grund av snäva kurvradier och stora stigningar. Till 1873 utnyttjades i stället för denna bandel oftast andra linjer mellan Linz och Budweis. Hästtransporterna upphörde 1872.
Persontransporterna började med enstaka resor. Tidtabellagd trafik började 1834 med specialtåg till Urfahr och dess påskmarknad. Officiellt tillstånd för persontrafik gavs 1836, och därefter avgick under perioden april–oktober långdistanståg klockan fem på morgonen från Linz och Budweis. Vid middagstid möttes tågen i Kerschbaum, som var linjens högsta punkt. Där åt passagerarna lunch på Europas första järnvägsstationsrestaurang. Slutstationen nåddes klockan sju. År 1840 hade järnvägen 10 000 passagerare och 1848 16 000. Medelhastigheten var 10–12 kilometer/timme.

## Museibana
Sedan 1996 finns en museibana på en halv kilometer i Kerschbaum, i kommunen Rainbach im Mühlkreis.

## Bildgalleri

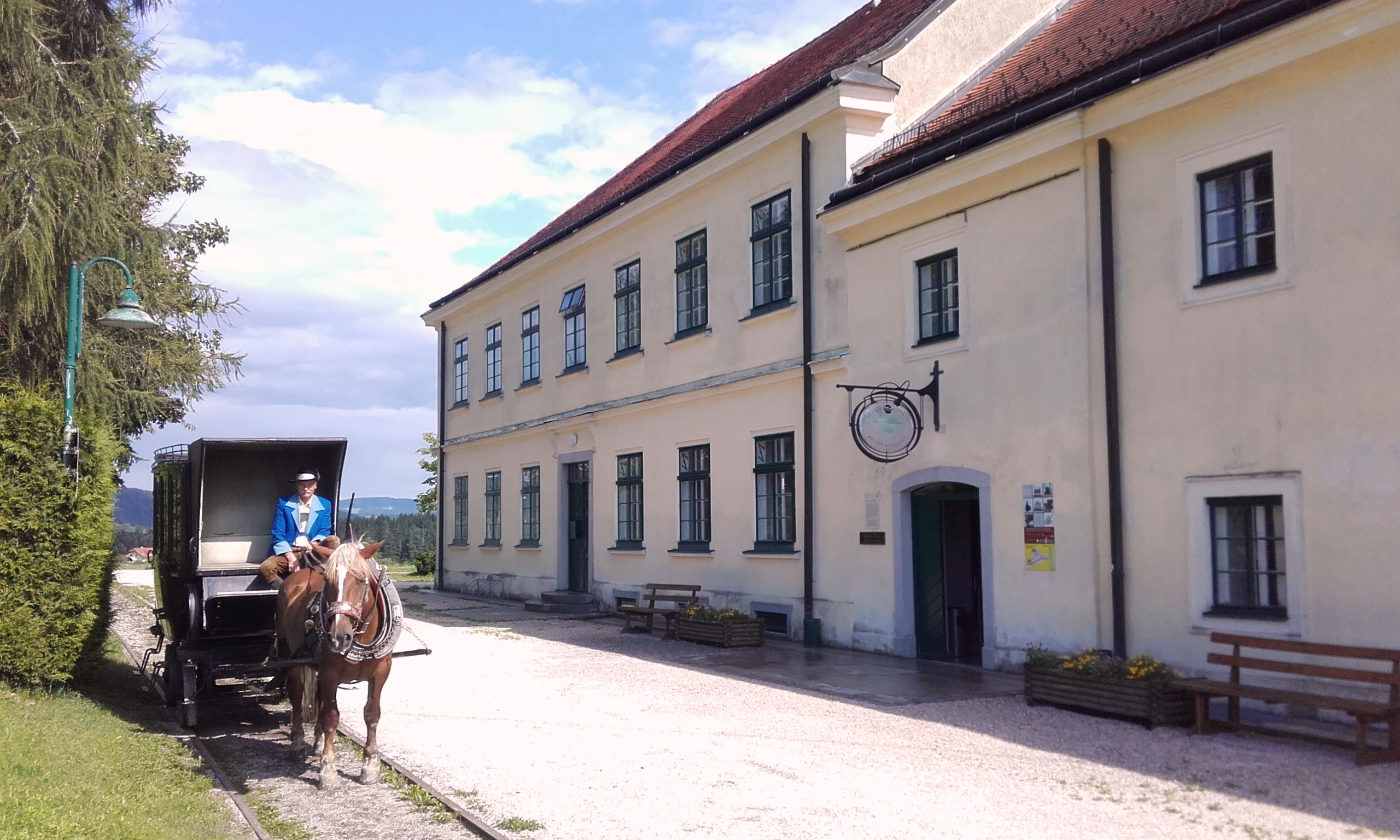
Museibanan i Kerschbaum
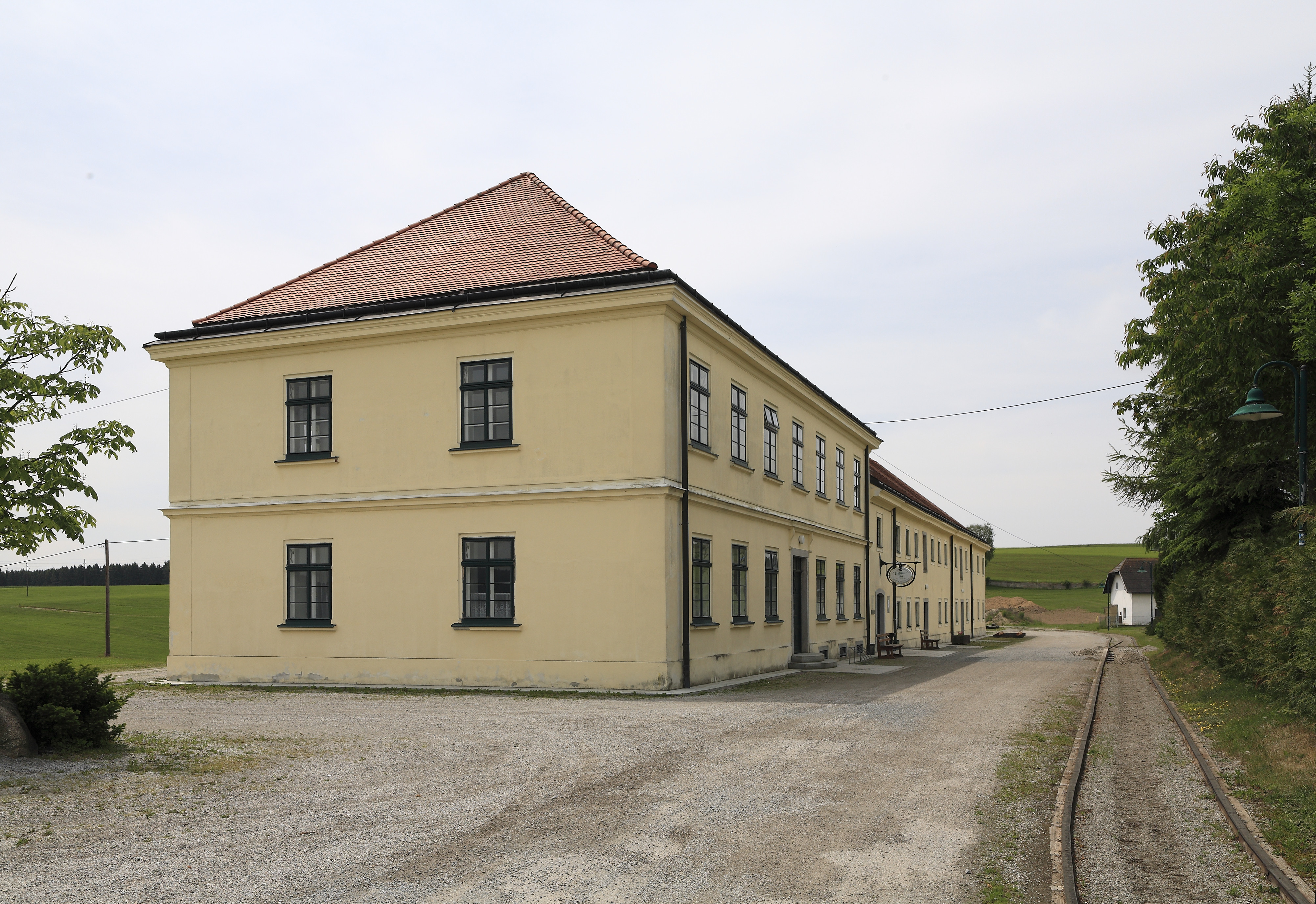
Tidigare järnvägsrestaurangen i Kerschbaum
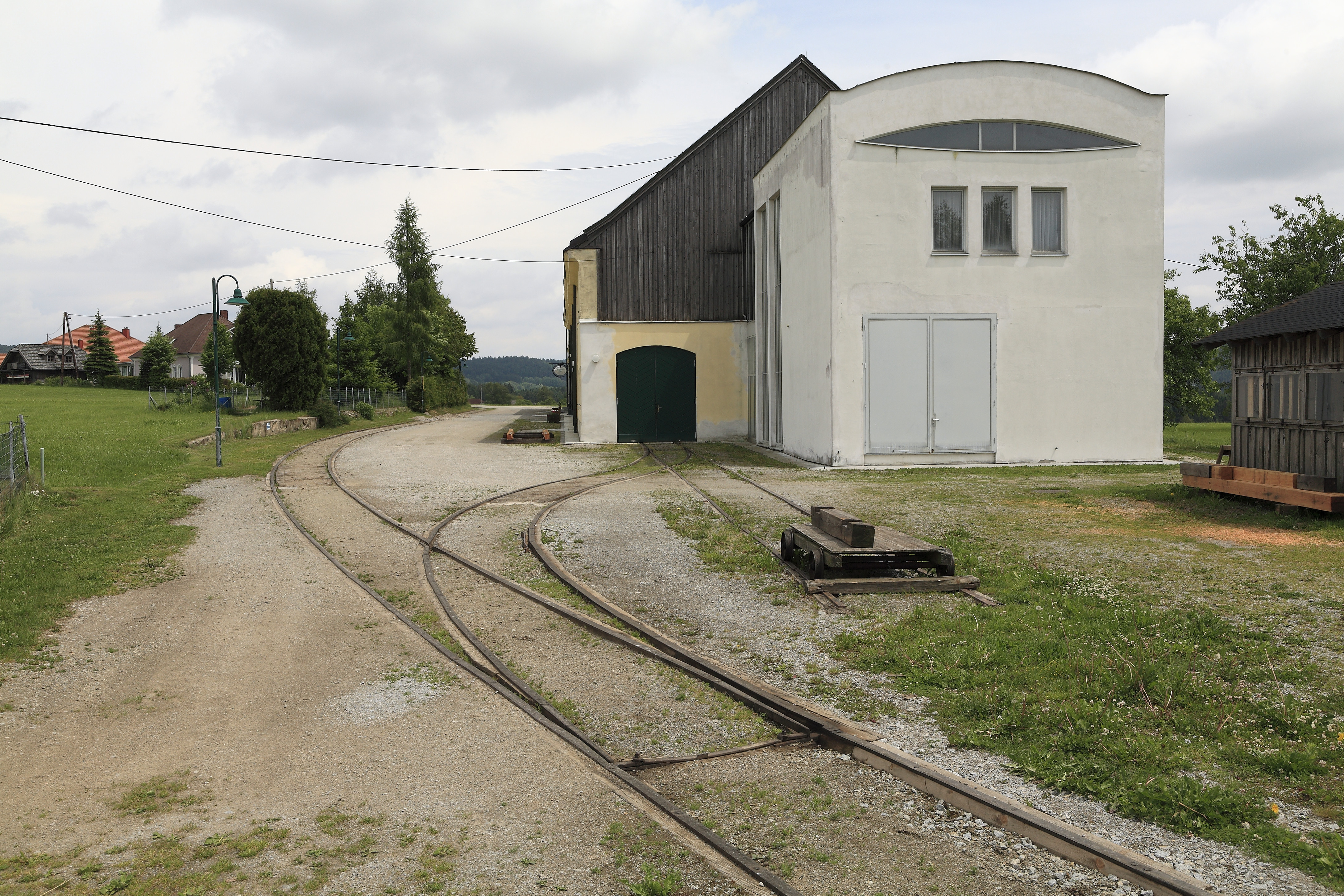
Stationsområdet i Kerschbaum
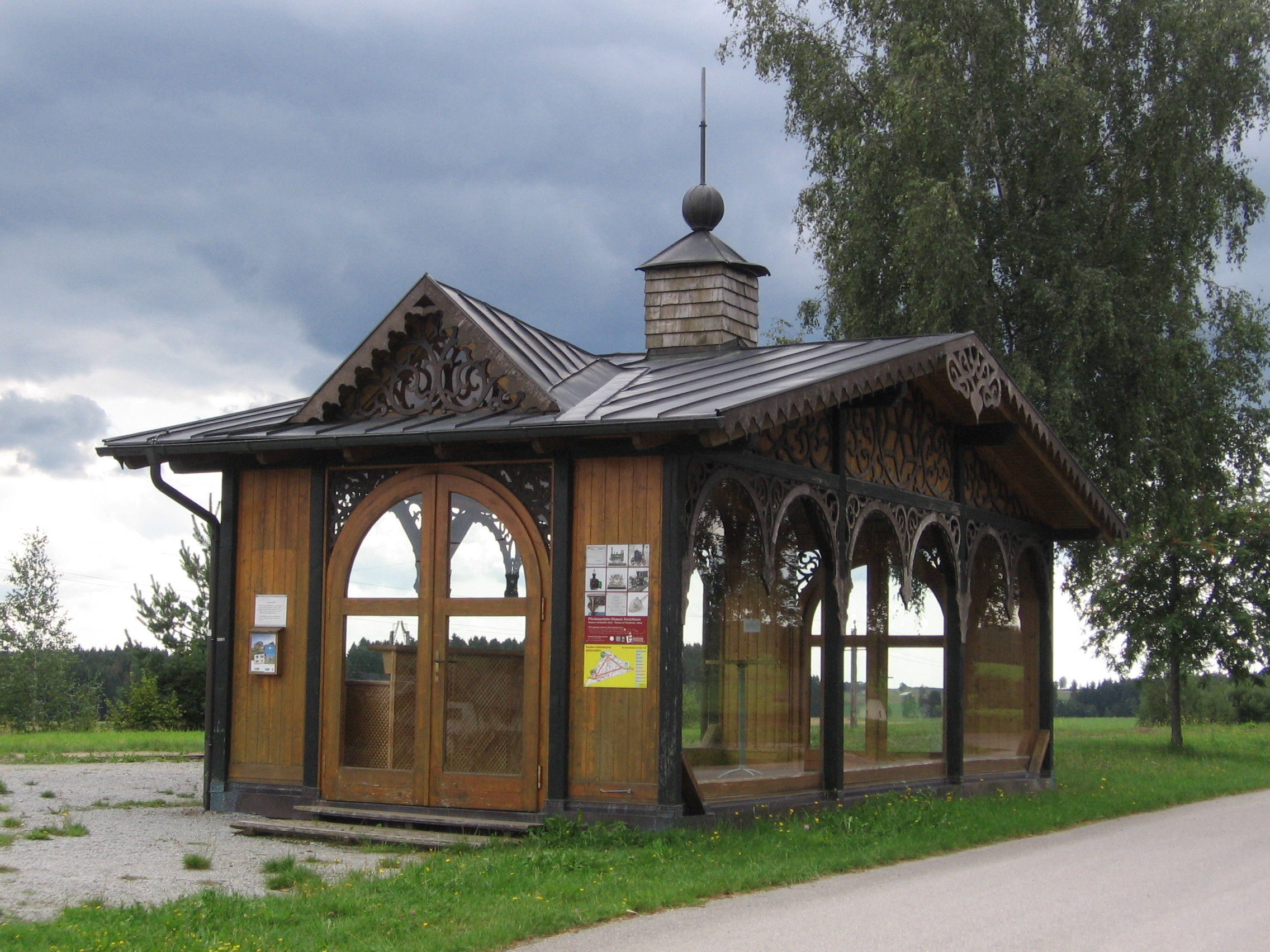
Replika av hållplatskur i Kerschbaum
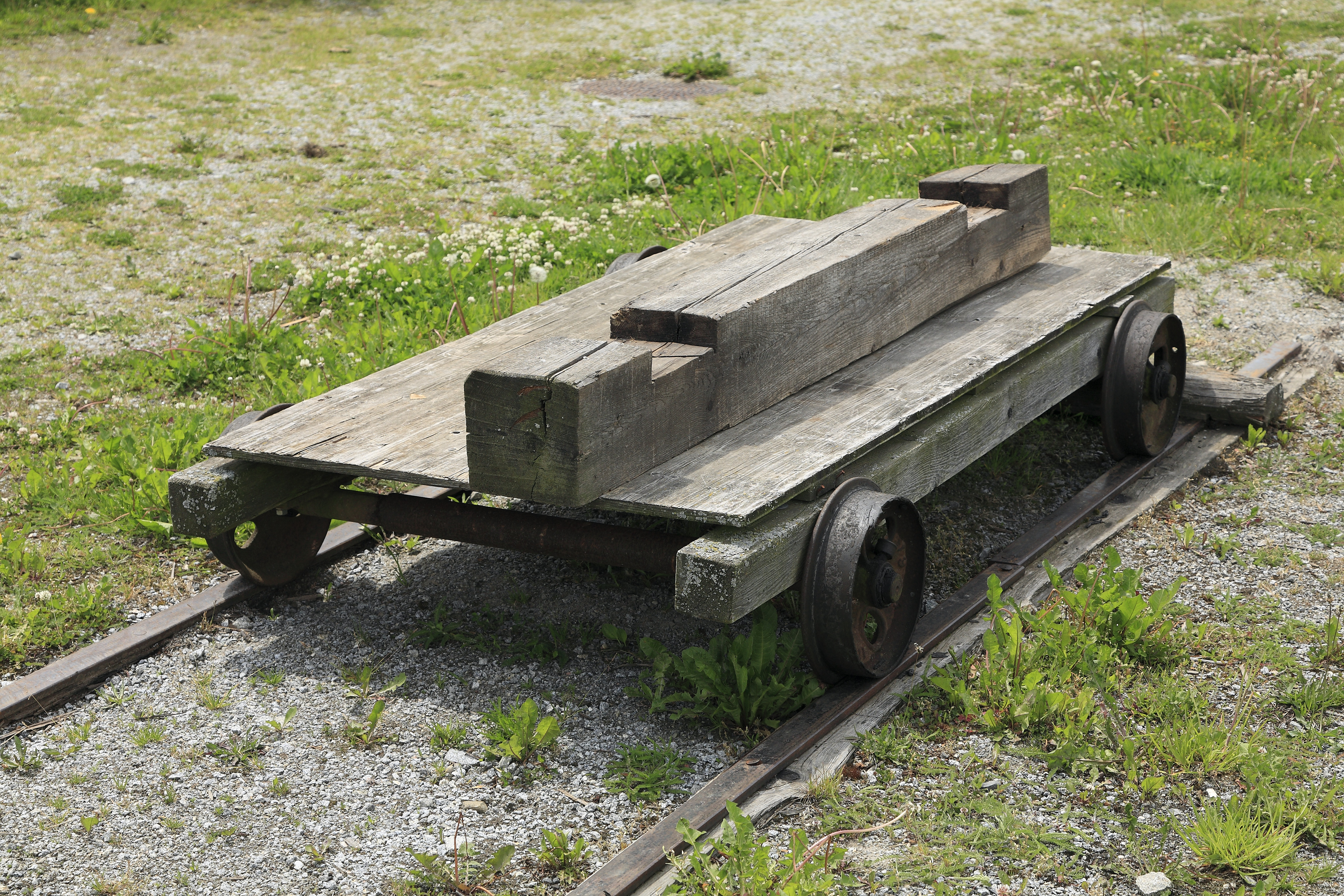
Arbetsvagn